# Campo di aviazione di Isola di Carturo
Il campo di aviazione di Isola di Carturo fu un aeroporto d'Italia attivo dal 1917.

## Storia
Costruito nel 1917 ad Isola Mantegna di Piazzola sul Brenta vicino a Villa Rigon, ospitò squadriglie italiane da ricognizione del Regio Esercito.

## Reparti

### Italia
- VI Gruppo (poi 6º Gruppo caccia)
- 3ª Sezione SVA
- 132ª Squadriglia Ricognizione
- 133ª Squadriglia Ricognizione Pomilio
- 57ª Squadriglia Ricognizione-Bombardamento S.V.A.
- 21ª Squadriglia Ricognizione SAML